# Штидри-Вагнер, Эрика
Эрика Штидри-Вагнер (нем. Erika Stiedry-Wagner, урождённая фон Вагнер; 11 (23) марта 1890, Сабиле, Курляндская губерния, ныне Латвия — 21 июня 1974, Цюрих) — австрийская и американская (гражданство с 1944) певица и актриса.
Дебютировала на сцене в 1907 году в Мейнингенском театре. В сезоне 1910—1911 гг. играла в венском Бургтеатре, следующий сезон провела в Берлине на сцене Нового театра под руководством Макса Рейнхардта. Затем вернулась в Вену и вплоть до 1930 г. выступала преимущественно на сцене Фолькстеатра, в перерыве в 1924—1925 гг. в Театре в Йозефштадте и в 1925—1926 гг. снова в Бургтеатре. 6 декабря 1919 года выступила в главной роли в первой венской постановке «Фьоренцы» Томаса Манна.
Благодаря знакомству с Альбаном Бергом в 1920 г. вошла в круг венских музыкантов-модернистов, концертировала как вокалистка и чтица. 31 января 1921 года исполнила премьеру Двух песен Op. 14 Арнольда Шёнберга (партия фортепиано Эрнст Бахрих). В 1922 г. участвовала в Международном фестивале камерной музыки в Зальцбурге. Особенно часто выступала с исполнением шёнберговского цикла «Лунный Пьеро», только в 1921 г. дав 20 концертов с этим сочинением в программе и далее исполняя его вплоть до 1937 г. в разных странах Европы (в том числе в 1935 г. в Ленинграде с ансамблем под руководством Фрица Штидри, женой которого Эрика Вагнер стала в 1932 году).
Начиная с 1918 и вплоть до 1935 гг. Эрика фон Вагнер время от времени снималась в кино, приняв участие, среди прочего, в известном фильме Майкла Кёртиса «Содом и Гоморра» (1921). В 1932 году выступила в экранизации оперетты Франца Легара «Фридерика».
В 1933 г. супруги Штидри переселились в Ленинград, где Фриц Штидри возглавил оркестр. Здесь они провели четыре года, Эрика Штидри-Вагнер изредка выступала как вокалистка со своим мужем в качестве аккомпаниатора. В 1937 г. семья вернулась в Вену, а в 1938 г. покинули Австрию снова, чтобы эмигрировать в США. С 1939 г. они жили в Принстоне, а с 1949 г. неподалёку от Лос-Анджелеса. В 1940—1941 гг. Штидри-Вагнер выступала на сцене Австрийского театра в Нью-Йорке, в том числе в «Графине Мицци» Артура Шницлера и «Ужасных родителях» Жана Кокто. В 1940 г. она записала «Лунного Пьеро» Шёнберга с инструментальным ансамблем под управлением автора (первая известная аудиозапись цикла). В дальнейшем выступала в большей степени как чтица, в том числе на торжественном вечере в честь 70-летия Томаса Манна в Нью-Йорке. В 1951 г. представила мелодраму на основе третьей части шёнберговских «Песен Гурре» (с Симфоническим оркестром Цинциннати, дирижёр Тор Джонсон). В 1944 г. получила американское гражданство.
В 1958 г., в связи с окончанием американских контрактов Фрица Штидри, супруги вернулись в Европу и обосновались в Цюрихе.